# Africa (Karl Wolf-dal)
Az Africa Karl Wolf kislemeze. Ezzel a dallal a libanoni-kanadai rhythm and blues énekes azonnali világhírnévre tett szert 2007 nyarán. Hazánkban azóta is csak egyslágeres csodaként tartják számon, de erre az egy slágerére szinte mindenki emlékszik. A felvételt eredetileg egy kaliforniai rockegyüttes, a Toto készítette 1982-ben.
A fiatal sztárnak saját bevallása szerint nem elsősorban az anyagi haszonszerzés, hanem -ahogy Ő fogalmazott- egy igazi zene visszahozása volt az életbe. Nagy hatással volt Rá a dal eredetije, és azt akarta, hogy amikor az emberek meghallgatják az Ő verzióját, ugyanúgy érezzenek mint ő a régebbi dal iránt. Ez minden bizonnyal sikerült is, hiszen a sikeres feldolgozás azonnal nagy kedvenc lett mind a dalt vadonatújnak gondoló fiatalok, mind a dal eredetijének a megjelenését is átéltek körében. A slágerlisták csúcsára tört, és hosszú hetekig tanyázott ott, a tengeren innen és túl is.
A dalhoz készült videót -a címmel ellentétben- nem a fekete kontinensen, hanem az énekes "második otthonához", Ománban forgatták, a kanadai rapper Culture, és a klipben szereplő lány, Aline közreműködésével. A forgatási munkálatok összesen 3 napot vettek igénybe. A videóklip végül Ted Wallach rendezésében, és az előadó saját cégének, a Lone Wolf Entertainment-nek a segítségével jelent meg 2007 júliusában.
A felvétel elején Karl Wolf a saját szigetén lévő luxusingatlanja teraszán ül a laptopjával, amikor a barátja, Culture felhívja telefonon. Megbeszélik, hogy találkoznak a tengerparton, ahol Karl megpillantja Aline-t és elkezd beszélhetni vele. A többi jelenet éjszaka játszódik a tábortűz mellett, ahol főként rögtönzött koreográfiát adnak elő a főszereplők.
A dal a Bite the Bullet című albumon található, amely Karl Wolf második önálló szólóalbuma.

## Fordítás
- Ez a szócikk részben vagy egészben  az   Africa (Karl Wolf song) című angol Wikipédia-szócikk fordításán alapul.  Az eredeti cikk szerkesztőit annak laptörténete sorolja fel. Ez a jelzés csupán a megfogalmazás eredetét és a szerzői jogokat jelzi, nem szolgál a cikkben szereplő információk forrásmegjelöléseként.